# Spring Lake (Michigan)
Spring Lake é uma vila localizada no estado americano de Michigan, no Condado de Ottawa.

## Demografia
Segundo o censo americano de 2000, a sua população era de 2514 habitantes.
Em 2006, foi estimada uma população de 2362, um decréscimo de 152 (-6.0%).

## Geografia
De acordo com o United States Census Bureau tem uma área de
2,8 km², dos quais 2,7 km² cobertos por terra e 0,1 km² cobertos por água.

## Localidades na vizinhança
O diagrama seguinte representa as localidades num raio de 16 km ao redor de Spring Lake.